# Ulrich Pschera
Ulrich Pschera (* 2. Juli 1961) ist ein ehemaliger deutscher Skispringer.
Der für den SC Dynamo Klingenthal startende Skispringer, gewann 1978 bei der Junioren-Europameisterschaft die Bronzemedaille. Bei der Junioren-Weltmeisterschaft 1979 in Mont Sainte-Anne gewann er ein Jahr später die Silbermedaille von der Normalschanze. Dabei wurde er nur knapp durch Horst Bulau geschlagen.
Seine einzigen Springen im Skisprung-Weltcup bestritt er im Rahmen der Vierschanzentournee 1980/81. Dabei konnte er in Oberstdorf und Garmisch-Partenkirchen mit je einem 13. Platz insgesamt sechs Weltcup-Punkte gewinnen. Am Ende der Weltcup-Saison 1980/81 belegte er damit den 66. Platz in der Gesamtwertung. Bei den DDR-Meisterschaften 1981 gewann er seinen ersten nationalen Titel von der Großschanze. 1982 wurde er Dritter. Am 18. Februar 1979 stellte er mit einer Sprungweite von 88,5 m den bis heute bestehenden Schanzenrekord auf der bei Québec-Stadt gelegenen Skisprungschanze Mont Sainte-Anne auf.
Seit 2007 nimmt er an der Wasser-Skisprung Weltmeisterschaft in Klingenthal teil.

## Familie
Pscheras Neffe, Alexander Pschera, gewann 2007 bei den Leichtathletik-Junioren-Europameisterschaften in Hengelo Silber mit der 4 × 400-m-Staffel.